# Impago
Un impago o default, en finanzas, es el incumplimiento de las obligaciones legales o condiciones de un préstamo, por ejemplo, cuando un comprador no puede pagar su hipoteca, o cuando una corporación o gobierno no es capaz de pagar un bono que ha llegado a su madurez. Un impago soberano o nacional es la incapacidad o el rechazo de un gobierno de devolver su deuda pública.
El mayor impago privado de la historia es el de Lehman Brothers, con más de 600.000.000.000 $ cuando se declaró en quiebra en 2008 y el mayor impago soberano es el de Grecia con 138.000.000.000 $ en marzo de 2012.

## Tipos de impagos
El incumplimiento puede ser de dos tipos: incumplimiento del servicio de la deuda e incumplimiento técnico. El incumplimiento del servicio de la deuda ocurre cuando el prestatario no ha realizado un pago programado de intereses o capital. El incumplimiento técnico ocurre cuando se viola un convenio afirmativo o negativo. Los convenios afirmativos son cláusulas en los contratos de deuda que requieren que las empresas mantengan ciertos niveles de capital o índices financieros. Las restricciones que se violan con mayor frecuencia en los convenios afirmativos son el valor neto tangible, el capital de trabajo y liquidez a corto plazo y la cobertura del servicio de la deuda. Los convenios negativos son cláusulas en los contratos de deuda que limitan o prohíben acciones corporativas (por ejemplo, venta de activos, pago de dividendos) que podrían perjudicar la posición de los acreedores. Los convenios negativos pueden ser continuos o basados en incurrencia. Las violaciones de los convenios negativos son raras en comparación con las violaciones de los convenios afirmativos. Con la mayoría de las deudas (incluidas las deudas corporativas, las hipotecas y los préstamos bancarios), se incluye un convenio en el contrato de deuda que establece que el monto total adeudado se vuelve inmediatamente pagadero en la primera instancia de incumplimiento de pago. Por lo general, si el deudor incumple alguna deuda con el prestamista, un pacto de incumplimiento cruzado en el contrato de deuda establece que esa deuda en particular también está en incumplimiento.
Con la mayoría de las deudas (incluidas las deudas corporativas, las hipotecas y los préstamos bancarios), se incluye un convenio en el contrato de deuda que establece que el monto total adeudado se vuelve inmediatamente pagadero en la primera instancia de incumplimiento de pago. Por lo general, si el deudor incumple alguna deuda con el prestamista, un pacto de incumplimiento cruzado en el contrato de deuda establece que esa deuda en particular también está en incumplimiento. En finanzas corporativas, ante un incumplimiento no subsanado, los tenedores de la deuda generalmente iniciarán procedimientos (presentarán una solicitud de quiebra involuntaria) para ejecutar cualquier garantía que garantice la deuda. Incluso si la deuda no está garantizada por una garantía, los tenedores de la deuda aún pueden declararse en quiebra para garantizar que los activos de la corporación se utilicen para pagar la deuda. Existen varios modelos financieros para analizar el riesgo de incumplimiento, como el modelo de Jarrow-Turnbull, el modelo Z-score de Edward Altman o el modelo estructural de incumplimiento de Robert C. Merton (Merton Model).

## El incumplimiento del consumidor
El incumplimiento del consumidor ocurre con frecuencia en los pagos de alquiler o hipoteca, crédito al consumo o pagos de servicios públicos. Un amplio análisis de la Unión Europea identificó ciertos grupos de riesgo, como hogares unipersonales, estar desempleado (incluso después de corregir el impacto significativo de tener bajos ingresos), ser joven (especialmente tener menos de 50 años, con resultados algo diferentes para los nuevos Estados miembros, donde las personas mayores también corrían más riesgo), al no poder confiar en las redes sociales, etc. Incluso el analfabetismo en Internet se ha asociado con un aumento de la morosidad, posiblemente debido a que es menos probable que estos hogares encuentren el camino hacia el prestaciones sociales a las que suelen tener derecho. Si bien el asesoramiento eficaz sobre deudas no legales suele ser la opción preferida -más económica y menos perturbadora-, el incumplimiento del consumidor puede terminar en procedimientos legales de liquidación de deudas o de bancarrota del consumidor, estos últimos van desde procedimientos de 1 año en el Reino Unido hasta procedimientos de 6 años. trámites en Alemania.
La investigación en los Estados Unidos ha encontrado que el asesoramiento previo a la compra puede reducir significativamente la tasa de incumplimiento.